# 飞越13号房
《飞越13号房》 是一款由ALT Lab开发并发行的真人互动全动态影像游戏，于2022年末在Steam平台发行，并于2023年初推出英文字幕版本。游戏取材自关于杨永信电击法治疗网络成瘾的真实事件，讲述了一群问题少年被送往管教中心后发生的故事。初始发布时，游戏的剧情并不完整，由后续的可下载内容弥补。

## 剧情
玩家在游戏中扮演一名被送往戒除网瘾中心的中国少年。他对这种治疗方式从一开始就持怀疑态度，当他发现这个中心实际上是一个监狱，病人被强制进行电击治疗以阻止他们玩游戏时，他的怀疑变成了恐惧。

## 特色
与传统全动态影像游戏不同，《飞越13号房》最大的进步在于引入了好感度系统。玩家的不同选择不仅可以改变剧情走向，还可以影响非玩家角色的好感度，达到一定好感度时还会触发隐藏任务。

## 反响
游戏被邀请参加戛纳国际电影节，在NEXT单元沉浸式体验展中作为唯一展映的中国作品。

### 奖项
- NYX游戏大奖最佳剧情奖

- NYX游戏大奖最佳叙事奖